# Liste der Wahlbezirke im Kronland Kärnten
Diese Liste der Wahlbezirke in Kärnten listet alle Wahlbezirke im Kronland Kärnten für die Wahlen des Österreichischen Abgeordnetenhauses auf. Die Wahlbezirke bestanden zwischen 1907 und 1918.

## Geschichte
Nachdem der Reichsrat im Herbst 1906 das allgemeine, gleiche, geheime und direkte Männerwahlrecht beschlossen hatte, wurde mit 26. Jänner 1907 die große Wahlrechtsreform durch Sanktionierung von Kaiser Franz Joseph I. gültig. Mit der neuen Reichsratswahlordnung schuf man insgesamt 480 Wahlbezirke mit in der Regel je einem zu wählenden Abgeordneten, der durch Direktwahl mit allfälliger Stichwahl bestimmt wurde. In Kärnten hatten vor der Abschaffung des Klassenwahlrechts 10 Wahlkreise bestanden, wobei die Landgemeinden vier Abgeordnete, die Städte drei Abgeordnete und die Großgrundbesitzer sowie die Allgemeine Wählerkasse und die Handels- und Gewerbekammer Klagenfurt je einen Abgeordnete entsandten. Mit der Einführung des allgemeinen Männerwahlrechts wurden in Kärnten 10 Wahlbezirke geschaffen, die sich auf einen sogenannten Städtewahlkreise und neun Landgemeindenwahlkreise verteilten. Mit Ausnahme des Stadtwahlkreis für Klagenfurt gab es nur Landgemeindewahlkreise, die sich aus einer gewissen Anzahl von Gerichtsbezirken zusammensetzten.

## Wahlbezirke
| Nr.:           | Nummer des Wahlkreises mit Link zum Wahlbezirksartikel |
| Wahlbezirktyp: | Angabe, ob es sich um einen Städtewahlkreis oder Landgemeindenwahlkreis handelt |
| Region:        | Städte oder Gerichtsbezirke, die zum Wahlbezirk gehören. Die Landgemeindewahlkreise umfassen die angegebenen Gerichtsbezirke ohne die in den Wahlbezirken 1 bis 6 enthaltenen Städte und Ortschaften. Von den mit „(O)“ gekennzeichneten Ortsbezeichnungen sind nur die genannte Ortschaft, nicht jedoch die ganze Gemeinde Teil des Wahlbezirks. |
| WB:            | Anzahl der Wahlberechtigten bei der Reichsratswahl 1911 |
| Partei 1907:   | Parteizugehörigkeit des Abgeordneten des Wahlbezirks bezogen auf die Reichsratswahl 1907, CS=Christlichsoziale Partei, DVP=Deutsche Volkspartei, SD=Sozialdemokratische Partei, DA= Deutsche Agrarier, SK/SVP=Slowenische Klerikale Partei/Slowenische Volkspartei                                                                                |
| Partei 1911:   | Parteizugehörigkeit des Abgeordneten des Wahlbezirks bezogen auf die Reichsratswahl 1911 |

| Nr. | Wahlbezirktyp          | Region                                                              | WB     | Partei 1907 | Partei 1911 |
| --- | ---------------------- | ------------------------------------------------------------------- | ------ | ----------- | ----------- |
| 1   | Stadtwahlkreis         | Klagenfurt                                                          | 4.986  | DVP         | DVP         |
| 2   | Landgemeindenwahlkreis | Gerichtsbezirk Klagenfurt (ohne die Stadt Klagenfurt)               | 7.406  | SD          | DVP         |
| 3   | Landgemeindenwahlkreis | Gerichtsbezirke Ferlach, Eberndorf, Eisenkappel, Bleiburg           | 10.415 | SK          | SVP         |
| 4   | Landgemeindenwahlkreis | Gerichtsbezirke Völkermarkt, Eberstein, Althofen                    | 6.568  | DVP         | DVP         |
| 5   | Landgemeindenwahlkreis | Gerichtsbezirke Wolfsberg, Sankt Paul, Sankt Leonhard               | 8.825  | CS          | DVP         |
| 6   | Landgemeindenwahlkreis | Gerichtsbezirke Sankt Veit, Friesach, Gurk                          | 6.911  | DVP         | DVP         |
| 7   | Landgemeindenwahlkreis | Gerichtsbezirke Feldkirchen, Rosegg, Millstatt                      | 7.124  | DVP         | DVP         |
| 8   | Landgemeindenwahlkreis | Gerichtsbezirk Villach                                              | 7.906  | SD          | SD          |
| 9   | Landgemeindenwahlkreis | Gerichtsbezirke Hermagor, Paternion, Arnoldstein, Tarvis, Kötschach | 8.406  | DVP         | DVP         |
| 10  | Landgemeindenwahlkreis | Gerichtsbezirke Spittal, Greifenburg, Winklern, Obervellach, Gmünd  | 8.684  | DVP         | DA          |